# Rosemary's Baby (miniserie)
Rosemary's Baby is een drie uur durende miniserie uit 2014, gebaseerd op het gelijknamige boek van Ira Levin. In tegenstelling tot eerdere adaptaties, speelt deze serie zich af in Parijs in plaats van New York en zijn er nog enkele andere veranderingen ten opzichte van het boek. Rosemary's Baby ontving wisselende kritieken van critici. Meer dan eens werd gezegd dat de afleveringen nutteloos waren uitgerekt om de extra uitzendtijd te vullen. De miniserie ging op 11 mei 2014 in première op NBC. Het slot werd uitgezonden op 15 mei 2014.

## Rolverdeling
- Zoe Saldana als Rosemary Woodhouse
- Patrick J. Adams als Guy Woodhouse
- Jason Isaacs als Roman Castevet
- Carole Bouquet als Margaux Castevet
- Christina Cole als Julie
- Oisin Stack als Dr. Bernard
- Olivier Rabourdin als Commissaris Fontaine
- François Civil als Jacques

## Productie
Zoe Saldana tekende voor het project op 8 januari 2014. In het begin voelde ze de druk van de fans, die deze remake van de originele film niet zouden waarderen. Maar toen ze die last eenmaal van zich af liet vallen, zag ze een mogelijkheid om met een goede regisseur een geweldig karakter neer te zetten. Het feit dat ze daarbij drie maanden in Parijs zou leven en werken droeg daar ook aan bij.
Jason Isaacs en Patrick J. Adams werden aan de cast toegevoegd op 20 januari 2014. Als producer vond Saldana het ook belangrijk dat haar tegenspeler - voor de rol van Guy Woodhouse - niet ouder dan haar was. "Ik had het gevoel dat als Rosemary getrouwd was met een veel oudere professor, het de kijker het idee gaf dat dit niet zijn eerste huwelijk was. Het was zeker haar eerste huwelijk, en dat het anders veel makkelijker zou zijn geweest om haar te misleiden. Als er een jong, levendig, naïef koppel stond, die gezogen werd in een wereld van lust en kwaadaardigheid, dan zou het een meer verleidelijk scenario zijn."

## Verhaal

### Night 1
Als Rosemary Woodhouse (Zoe Saldana) - een jonge, Amerikaanse balletdanseres - na vier maanden haar kind verliest door een miskraam, besluiten zij en haar man Guy Woodhouse (Patrick J. Adams) om van New York naar Parijs te verhuizen om daar aan een frisse start te beginnen. Rosemary stopt met werken, maar besluit om samen met haar vriendin Julie (Christina Cole) een kookcursus te gaan volgen. Guy, een aspirant-schrijver en professor Engelse Literatuur aan de Paris-Sorbonne Universiteit, wordt hiermee de kostwinner. 
De universiteit regelt een klein appartement voor Rosemary en Guy in het centrum van Parijs. Als op een dag Rosemary's tas wordt gestolen, gaat ze achter de dief aan. Als hij enkele straten verderop door een auto wordt aangereden (You can't kill a cockroach), laat hij haar tas liggen en gaat er snel vandoor. Uiteindelijk blijkt dat hij Rosemary's portefeuille onderweg heeft verwisseld voor die van Margaux Castevet (Carole Bouquet). Daarop besluit Rosemary om de portefeuille terug te brengen naar mrs. Castevet, die samen met haar man Roman Castevet in het appartementencomplex La Chimere woont. Margaux nodigt haar als dank uit voor een feestje, die avond bij haar thuis. Rosemary en Guy worden meteen in hun vriendengroep opgenomen en ontvangen aan het einde van de avond een zwarte kat als geschenk.
Diezelfde avond wordt Rosemary wakker gemaakt door hun kat, No-Name, en ziet dat de kamer vol rook staat. Als Guy de deuren van de keuken openklapt, komt er een grote steekvlam naar buiten, waardoor hij tweedegraads brandwonden oploopt. Margaux en Roman Castevet zijn snel ter plaatse in het ziekenhuis en stellen Rosemary gerust. Nu hun huis door de brand onbewoonbaar is geworden, stelt Margaux voor dat de twee in een van hun luxueuze appartementen intrekken, die sinds een paar maanden leegstaat.
Terwijl Guy erg waardeert dat Roman hem onder zijn hoede neemt om zijn carrière te laten floreren, wordt Rosemary overweldigd door de belangstelling die de Castevets voor hun leven hebben. Zo was het appartement volledig gemeubileerd, hingen de kasten vol met op maat gemaakte kleding en komt Margaux regelmatig onverwacht over de vloer. 
Als Rosemary op een dag alleen thuis is, ontdekt ze dat er zich een extra kamer achter een van de boekenkasten bevindt. Daar vindt ze een foto van het stel die hiervoor in hetzelfde appartement open. Na een bezoek aan commissaris Fontaine (Olivier Rabourdin) komt ze erachter dat de vrouw op de foto, Nena (Victoire Bélézy), zelfmoord heeft gepleegd door drie maanden geleden uit het raam van hun slaapkamer te springen. Tijdens een van de kooklessen met Julie, wijst zij Rosemary erop dat Nena een tatoeage op haar arm heeft: een symbool van Koptische Christenen. Hierop besluit Rosemary om naar de enige Koptische kerk in Parijs te gaan, op zoek naar aanwijzingen waarom Nena zelfmoord heeft gepleegd. In de kerk raakt zij in gesprek met Nena's priester, die beweert dat het appartementencomplex La Chimere een duister verleden heeft: een van zijn inwoners was de satanistische miljardair Steven Marcato, die vrouwen harten eet om jong te blijven. Enkele dagen later krijgt Rosemary het bericht dat de priester zichzelf kort daarna heeft opgehangen, waardoor commissaris Fontaine een onderzoek opstart. 
Door een onverwachte wending krijgt Guy's carrière een boost: zijn enige tegenstander voor de positie als hoofd van de afdeling Engelse Literatuur pleegt tijdens haar sollicitatie gesprek zelfmoord en steekt daarbij ook het huidige hoofd van de afdeling neer. 
Intens gelukkig door zijn promotie, stelt Guy aan Rosemary voor om weer te proberen om een kind te krijgen. Margaux onderbreekt hun gesprek, die dolenthousiast over het nieuws is en aan Rosemary voorstelt om iedere ochtend voor haar een speciaal fertiliteits kruidendrankje te maken. Die nacht, voordat ze proberen een kind te maken, drinkt Rosemary het drankje en raakt hierdoor buiten bewusteloos. In een droomachtige staat van bewustzijn ziet ze zichzelf seks hebben met een vreemde man, terwijl ze bekend wordt door Guy, Margaux, Roman en vrienden van de familie Castevet. 

### Night 2
Enkele weken later ontdekt Rosemary dat ze zwanger is, als ze tijdens een rondleiding door de catacomben van Parijs flauwvalt en in het ziekenhuis wordt opgenomen. Margaux Castevet is dolgelukkig met het goede nieuws, en stelt aan hen voor om naar Dr. Sapirstein (Féodor Atkine) te gaan, een gynaecoloog en een vriend van de familie Castevet.
Haar gezondheid neemt echter snel af: ze heeft last van steken in haar buik, verliest gewicht, wordt bleek en hunkert naar rauw vlees en kippen levers. Daarnaast wordt ze verwaarloosd door Guy, die haar bijna niet meer aanraakt en steeds meer tijd doorbrengt met Roman. 
Julie raakt steeds bezorgder om Rosemary, bij het zien van haar spookachtige, dunne verschijning. Zij stelt voor om een second opinion aan te vragen bij Dr. Bernard (Oisin Stack), een ex-geliefde van Julie. Hij stelt voor om wat extra testen te doen en maakt een afspraak voor de week erop. Als Guy erachter komt dat Rosemary op aandringen van Julie naar een andere dokter is gegaan, wordt hij boos en haalt haar over om niet meer te gaan. De volgende dag bezoekt Guy Julie in haar kantoor, en trekt in een poging om haar te zoenen meteen haar 
kruisbeeld ketting van haar nek af. Niet lang daarna overlijdt Julie tijdens een 'ongeluk' in de keuken tijdens de cursus.
Na de crematie raakt Rosemary in paniek en besluit om toch de MRI-scan te laten maken. Terwijl Guy haar tegenhoudt om in de taxi te stappen, verdwijnt de pijn plotseling en de rest van de zwangerschap verloopt voorspoedig.
Enkele maanden later, tijdens het laatste stadium van haar zwangerschap, is commissaris Fontaine nog steeds bezig met het onderzoeken van de zaak Marcato. Hij waarschuwt Rosemary om op haar hoede te blijven. Dan ontdekt Rosemary dat er in de verborgen ruimte nog een deur zit, die leidt naar een studeerkamer vol met vreemde objecten. Als ze de deur achter zich sluit, ontdekt ze dat er een boek over hekserij op de grond ligt. Het boek bevat handgeschreven aantekeningen in verschillende hoofdstukken, maar boven een pagina over Steven Marcato staat in grote letters "It's an anagram!". 
Rosemary deelt haar verdenkingen dat Roman Castevet eigenlijk Steven Marcato is, en dat de Castevets heksen zijn die uit zijn op haar baby, met Guy. Hij houdt vol dat ze paranoïde is en laat het onderwerp rusten. Als Rosemary besluit terug te gaan naar New York, komt ze tijdens haar zoektocht naar haar paspoort de Julie's ketting tegen, en vermoedt hierdoor dat Guy deel uitmaakt van het complot.
Rosemary pakt snel haar koffer en weet nog net op tijd Guy te ontwijken om uit het appartement te sluipen. Ze heeft met commissaris Fontaine afgesproken om hem bij de ingang van het park te ontmoeten, maar als hij midden op de weg bebloed uit zijn auto stapt, wordt hij voor haar neus door een vrachtwagen overreden. In paniek gaat Rosemary naar de laatste persoon die ze kan vertrouwen, Dr. Bernard, die doet alsof hij haar gaat helpen, maar belt Guy dat ze waanvoorstellingen heeft. Rosemary wordt teruggebracht naar het appartement, waar ze een paniekaanval krijgt en compleet verdoofd wordt, op het punt van bevallen. 
Drie dagen later wordt ze in het ziekenhuis wakker, waar Guy haar vertelt dat de baby dood geboren is. In tranen vraagt Rosemary of ze de baby mag zien, maar Guy vertelt haar dat hij het lichaam gecremeerd heeft. Nadat ze ontslagen is uit het ziekenhuis, meldt ze aan Guy dat het over is tussen hen en dat ze teruggaat naar New York. Terwijl ze haar koffers inpakt, hoort Rosemary een baby huilen en begint daardoor te lacteren. Ze begeeft zich door de geheime deur, waardoor ze uiteindelijk in het appartement van de Castevets terechtkomt. Vanuit de keuken pakt ze een mes en loopt de woonkamer in, waar Guy, Margaux, Roman en hun vrienden om een ledikant heen staan. Rosemary heeft de intentie om het kind neer te steken, bij het zien van zijn demonische ogen, maar Roman praat op haar in dat het haar vlees en bloed is. Uiteindelijk laat ze het mes vallen en tilt het kind op om hem te voeden. De serie eindigt met het beeld dat Rosemary samen met haar zoon langs de Seine wandelt. Als voorbijgangers in de kinderwagen kijken en complimenteren met het kind, zegt ze "Hij is perfect."